# 杉村修
杉村 修（すぎむら おさむ、1988年12月13日 - ）は、日本の作家。小説家、SF作家。岩手県雫石町出身。

## 経歴
2016年12月、『注文の多いカウンセラー』が書籍化。小説家デビューを果たす。
2020年、いわて震災小説2020「さよならプレゼント」入選。同年、岩手県雫石町をモデルにした架空の町『雫町』を舞台にした短編小説集『雫町ジュークボックス』を出版。地元小説であり、杉村が小説家になる前からの構想が実現した。「雫町」は後の『雫石クトゥルフ神話』構想の基盤となる。
2021年、SF系のWEBマガジンであるAnima Solaris（アニマ・ソラリス201号）にて『流れる季節と優しい時間』が掲載される。同年、岩手児童文学の会の理事に就任。
日本のクトゥルフ神話作家でもあり、2022年、クトゥルフ神話小説では処女作の『幻想とクトゥルフの雫』を上梓。地方新聞社、盛岡タイムスで新聞記事として取り上げられる（18252号）。同年、創土社のクトゥルフ（クトゥルー）神話レーベル、クトゥルー・ミュトス・ファイルズより『アポカリプスエッジ』を出版。
2023年、岩手未来機構のAIR（アーティスト・イン・レジデンス）に参加。掌編小説作品『あの場所でまた逢いましょう』がこの年、同じくAIRに参加した日本画家の手による絵画作品と共に作品集となる。盛岡市、三田ハウスでのAIR2023作品展で発表。
2024年、米国の情報サイト『The book palace』とバイリンガル系アート情報誌『Art Houses芸術家たち　2024　Autumn』に日本のクトゥルフ神話作家・幻想小説家として紹介される。記事には『郷土クトゥルフ神話「虹と影」』、『Like that beautiful flower ~Earthquake disaster~』が共に紹介され、世界観に対して高い評価を得ている。
2025年、1月24日のIBC岩手放送のラジオ番組『ハートフルライフ〜いわて、お話しカフェ〜』で、クトゥルフ神話の設定と雫石町を題材にした書き下ろし童話「光る野菊のあるところ」が朗読される。同年、雫石の郷土文学作品集『雫石と幻想語り』を出版。収録作品には時代小説『私、戸沢十郎政安は二人いた』など雫石に関わる個性的な作品が多く含まれている。同年、5月には米国のWEBサイト『BOOK ZINGO』にて『光る野菊』が英語翻訳化され発表。これは杉村初のクトゥルフ神話作品での米国発表である。さらに『南昌山の思うところ』が、IBCラジオで6月13日より3週にわたって朗読放送される。

## 作品リスト

### 著書
- 『注文の多いカウンセラー』（2016年、北の杜編集工房、2022年、ディスカヴァートゥエンティワン、文庫・電子書籍[10]）ISBN 978-4-907726-76-8
- 『イーハトーブの風の音に』（2017年、北の杜編集工房、文庫）ISBN 978-4-907726-81-2
- 『神話世界のプロローグ』（2019年、マイナビ出版、電子書籍[11]）ASIN B07PM32YW9
- 『始まりのフェルメイユ』（2020年、ボイジャー、電子書籍）ASIN B08F2D89DQ
- 『雫町ジュークボックス』（2020年、ツーワンライフ、文庫）ISBN 978-4-909825-22-3
- 『流れる季節と優しい時間』（2021年、アニマ・ソラリス、掲載[12]）
- 『僕と君の左右世界』（2021年、アニマ・ソラリス、掲載[13]）
- 『あの綺麗な花のように～震災～』（2022年、ボイジャー、電子書籍、日本語・英語）ASIN B09R6XGWKW
- 『幻想とクトゥルフの雫』（2022年、ツーワンライフ、文庫）ISBN 978-4-909825-35-3
- 『アポカリプスエッジ』（2022年、創土社クトゥルー・ミュトス・ファイルズ）
- 『うぐいすのお宿』（2023年、いわてマガジン9号、コミカライズ原作[14]）
- 『クトゥルフと夢の国』（2023年、ツーワンライフ、文庫）ISBN 978-4-909825-43-8
- 『あの場所でまた逢いましょう』（2023年、いわてアートプロジェクト、作品集）
- 『祭―Matsuri―』（2024年、G019サミット、掲載）
- 『郷土クトゥルフ神話「虹と影」』（2024年、デザインエッグ、単行本）
- 『雫石と幻想語り』（2025年、録繙堂出版、単行本）ISBN 978-4-909312-12-9
- 『Glowing Wild Chrysanthemum（光る野菊）』（2025年、BOOK ZINGO、掲載）

### アンソロジー
- 『Jigsaw』（2019年、ツーワンライフ）
- 『いわて震災小説2020作品集』（2020年、いわてアートサポートセンター）
- 『物語のゆりかご 第2号』（2021年、岩手児童文学の会）
- 『一本桜の会文芸誌～花風～』（2024年、ツーワンライフ）

### ラジオ
- 『光る野菊のあるところ』（2025年、IBC岩手放送『ハートフルライフ〜いわて、お話しカフェ〜』、ラジオ朗読）
- 『南昌山の思うところ』（2025年、IBC岩手放送『ハートフルライフ〜いわて、お話しカフェ〜』、ラジオ朗読）

## 所属
- 岩手児童文学の会　正会員[15]
- 文芸サークル「一本桜の会」[16]
- SFサークル「SFG」
- 変格ミステリ作家クラブ
- クトゥルー神話作家の会